# Platynocephalus arnaudi
Platynocephalus arnaudi är en skalbaggsart som beskrevs av Delpont 1995. Platynocephalus arnaudi ingår i släktet Platynocephalus och familjen Cetoniidae. Inga underarter finns listade i Catalogue of Life.